# جيم فوكس
جيم فوكس (بالفرنسية: Jim Fox)‏ (و. 1960  م) هو لاعب هوكي الجليد كندي.

## روابط خارجية
- جيم فوكس على موقع دوري الهوكي الوطني (الإنجليزية)
- جيم فوكس على موقع EliteProspects.com (الإنجليزية)
- جيم فوكس على موقع HockeyDB.com (الإنجليزية)
- جيم فوكس على موقع Hockey-Reference.com (الإنجليزية)
- جيم فوكس على موقع قاعة كاليفورنيا للمشاهير الرياضية (الإنجليزية)